# Kazachs voetbalelftal (mannen)
Het Kazachs voetbalelftal is een team van voetballers dat Kazachstan vertegenwoordigt in internationale wedstrijden en competities, zoals de voorrondes voor het WK en het EK. Kazachstan, sinds 1991 onafhankelijk, was tot 2002 lid van de Aziatische voetbalbond (AFC) en is sinds 2002 lid van de Europese voetbalbond (UEFA).

## Deelnames aan internationale toernooien

### Wereldkampioenschap
| Wereldkampioenschap voetbal | Wereldkampioenschap voetbal | Wereldkampioenschap voetbal | Wereldkampioenschap voetbal | Wereldkampioenschap voetbal | Wereldkampioenschap voetbal | Wereldkampioenschap voetbal | Wereldkampioenschap voetbal | Wereldkampioenschap voetbal |
| Jaar                        | Ronde                       | Wed.                        | W                           | G                           | V                           | DV                          | DT                          |                             |
| --------------------------- | --------------------------- | --------------------------- | --------------------------- | --------------------------- | --------------------------- | --------------------------- | --------------------------- | --------------------------- |
| 1930–1990                   | Bij Sovjet-Unie             | Bij Sovjet-Unie             | Bij Sovjet-Unie             | Bij Sovjet-Unie             | Bij Sovjet-Unie             | Bij Sovjet-Unie             | Bij Sovjet-Unie             | Bij Sovjet-Unie             |
| 1994                        | Geen deelname               | Geen deelname               | Geen deelname               | Geen deelname               | Geen deelname               | Geen deelname               | Geen deelname               |                             |
| 1998                        | Niet gekwalificeerd         | Niet gekwalificeerd         | Niet gekwalificeerd         | Niet gekwalificeerd         | Niet gekwalificeerd         | Niet gekwalificeerd         | Niet gekwalificeerd         |                             |
| 2002                        | Niet gekwalificeerd         | Niet gekwalificeerd         | Niet gekwalificeerd         | Niet gekwalificeerd         | Niet gekwalificeerd         | Niet gekwalificeerd         | Niet gekwalificeerd         |                             |
| 2006                        | Niet gekwalificeerd         | Niet gekwalificeerd         | Niet gekwalificeerd         | Niet gekwalificeerd         | Niet gekwalificeerd         | Niet gekwalificeerd         | Niet gekwalificeerd         |                             |
| 2010                        | Niet gekwalificeerd         | Niet gekwalificeerd         | Niet gekwalificeerd         | Niet gekwalificeerd         | Niet gekwalificeerd         | Niet gekwalificeerd         | Niet gekwalificeerd         |                             |
| 2014                        | Niet gekwalificeerd         | Niet gekwalificeerd         | Niet gekwalificeerd         | Niet gekwalificeerd         | Niet gekwalificeerd         | Niet gekwalificeerd         | Niet gekwalificeerd         |                             |
| 2018                        | Niet gekwalificeerd         | Niet gekwalificeerd         | Niet gekwalificeerd         | Niet gekwalificeerd         | Niet gekwalificeerd         | Niet gekwalificeerd         | Niet gekwalificeerd         |                             |
| 2022                        | Niet gekwalificeerd         | Niet gekwalificeerd         | Niet gekwalificeerd         | Niet gekwalificeerd         | Niet gekwalificeerd         | Niet gekwalificeerd         | Niet gekwalificeerd         | Niet gekwalificeerd         |

### Europees kampioenschap
| Europees kampioenschap voetbal | Europees kampioenschap voetbal | Europees kampioenschap voetbal | Europees kampioenschap voetbal | Europees kampioenschap voetbal | Europees kampioenschap voetbal | Europees kampioenschap voetbal | Europees kampioenschap voetbal | Europees kampioenschap voetbal |
| Jaar                           | Ronde                          | Wed.                           | W                              | G                              | V                              | DV                             | DT                             |                                |
| ------------------------------ | ------------------------------ | ------------------------------ | ------------------------------ | ------------------------------ | ------------------------------ | ------------------------------ | ------------------------------ | ------------------------------ |
| 1960–2004                      | Geen UEFA-lid                  | Geen UEFA-lid                  | Geen UEFA-lid                  | Geen UEFA-lid                  | Geen UEFA-lid                  | Geen UEFA-lid                  | Geen UEFA-lid                  |                                |
| 2008                           | Niet gekwalificeerd            | Niet gekwalificeerd            | Niet gekwalificeerd            | Niet gekwalificeerd            | Niet gekwalificeerd            | Niet gekwalificeerd            | Niet gekwalificeerd            |                                |
| 2012                           | Niet gekwalificeerd            | Niet gekwalificeerd            | Niet gekwalificeerd            | Niet gekwalificeerd            | Niet gekwalificeerd            | Niet gekwalificeerd            | Niet gekwalificeerd            |                                |
| 2016                           | Niet gekwalificeerd            | Niet gekwalificeerd            | Niet gekwalificeerd            | Niet gekwalificeerd            | Niet gekwalificeerd            | Niet gekwalificeerd            | Niet gekwalificeerd            |                                |
| 2020                           | Niet gekwalificeerd            | Niet gekwalificeerd            | Niet gekwalificeerd            | Niet gekwalificeerd            | Niet gekwalificeerd            | Niet gekwalificeerd            | Niet gekwalificeerd            |                                |
| 2024                           | Niet gekwalificeerd            | Niet gekwalificeerd            | Niet gekwalificeerd            | Niet gekwalificeerd            | Niet gekwalificeerd            | Niet gekwalificeerd            | Niet gekwalificeerd            |                                |

### UEFA Nations League
| 2018–19 | D | 47e | 6 | 1 | 3 | 2 | 8 | 7 | Stabiel  |
| 2020–21 | C | 45e | 6 | 1 | 1 | 4 | 5 | 9 | Stabiel  |
| 2022–23 | C | 36e | 6 | 4 | 1 | 1 | 8 | 6 | Gestegen |

### Aziatisch kampioenschap
| Aziatisch kampioenschap voetbal | Aziatisch kampioenschap voetbal | Aziatisch kampioenschap voetbal | Aziatisch kampioenschap voetbal | Aziatisch kampioenschap voetbal | Aziatisch kampioenschap voetbal | Aziatisch kampioenschap voetbal | Aziatisch kampioenschap voetbal | Aziatisch kampioenschap voetbal |
| Jaar                            | Ronde                           | Wed.                            | W                               | G                               | V                               | DV                              | DT                              |                                 |
| ------------------------------- | ------------------------------- | ------------------------------- | ------------------------------- | ------------------------------- | ------------------------------- | ------------------------------- | ------------------------------- | ------------------------------- |
| 1956–1992                       | Geen deelname                   | Geen deelname                   | Geen deelname                   | Geen deelname                   | Geen deelname                   | Geen deelname                   | Geen deelname                   | Geen deelname                   |
| 1996                            | Niet gekwalificeerd             | Niet gekwalificeerd             | Niet gekwalificeerd             | Niet gekwalificeerd             | Niet gekwalificeerd             | Niet gekwalificeerd             | Niet gekwalificeerd             |                                 |
| 2000                            | Niet gekwalificeerd             | Niet gekwalificeerd             | Niet gekwalificeerd             | Niet gekwalificeerd             | Niet gekwalificeerd             | Niet gekwalificeerd             | Niet gekwalificeerd             |                                 |
| 2004–heden                      | Geen AFC-lid                    | Geen AFC-lid                    | Geen AFC-lid                    | Geen AFC-lid                    | Geen AFC-lid                    | Geen AFC-lid                    | Geen AFC-lid                    | Geen AFC-lid                    |

## Huidige selectie
Bijgewerkt tot en met 25 maart 2025, de interland tegen  Liechtenstein in de kwalificatie voor het WK 2026.
| Nr.         | Naam                | Wed. | Dlpnt. | Club            |
| ----------- | ------------------- | ---- | ------ | --------------- |
| Doel        |                     |      |        |                 |
| 1           | Stas Pokatilov      | 28   | 0      | Sabah           |
| 12          | Aleksandr Zarutskii | 2    | 0      | Kairat          |
| 15          | Mūhammedjan Seisen  | 2    | 0      | Astana          |
| Verdediging |                     |      |        |                 |
| 3           | Nūraly Älıp         | 40   | 0      | Zenit           |
| 4           | Marat Bystrov       | 34   | 0      | Astana          |
| 5           | Ädılbek Jūmahanov   | 1    | 0      | Elimai          |
| 6           | Ūlar Jaqsybaev      | 1    | 0      | Ordabası        |
| 11          | Ian Vorogovskii     | 51   | 5      | Astana          |
| 16          | Erkın Tapalov       | 18   | 0      | Kairat          |
| 22          | Aleksandr Marochkin | 50   | 1      | Astana          |
| Middenveld  |                     |      |        |                 |
| 7           | Serıkjan Mujikov    | 27   | 2      | Elimai          |
| 8           | Ashat Tağybergen    | 61   | 3      | Ordabası        |
| 13          | Nauryzbek Jagorov   | 1    | 0      | Tobyl           |
| 14          | Georgii Jukov       | 23   | 0      | Puszcza         |
| 20          | Ramazan Orazov      | 30   | 1      | Silkeborg       |
| Aanval      |                     |      |        |                 |
| 2           | Ielhan Astanov      | 19   | 1      | Astana          |
| 9           | Ğalymjan Kenjebek   | 3    | 0      | Košice          |
| 10          | Maksim Samorodov    | 23   | 4      | Achmat Grozny   |
| 17          | Abat Aiymbetov      | 45   | 9      | Adana Demirspor |
| 18          | Dastan Sätpaev      | 2    | 0      | Astana          |
| 19          | Aibar Jaqsylyqov    | 15   | 0      | Qaysar          |
| 21          | Aliiar Mūhamed      | 0    | 0      | Oqjetpes        |
| 23          | Islam Chesnokov     | 13   | 2      | Tobyl           |

## FIFA-wereldranglijst[1]
| 1994 | 1995 | 1996 | 1997 | 1998 | 1999 | 2000 | 2001 | 2002 | 2003 | 2004 | 2005 | 2006 | 2007 | 2008 | 2009 | 2010 | 2011 | 2012 | 2013 | 2014 | 2015 | 2016 | 2017 | 2018 | 2019 | 2020 | 2021 | 2022 | 2023 | 2024 |
| ---- | ---- | ---- | ---- | ---- | ---- | ---- | ---- | ---- | ---- | ---- | ---- | ---- | ---- | ---- | ---- | ---- | ---- | ---- | ---- | ---- | ---- | ---- | ---- | ---- | ---- | ---- | ---- | ---- | ---- | ---- |
| 153  | 163  | 156  | 107  | 102  | 123  | 120  | 98   | 117  | 136  | 147  | 137  | 135  | 112  | 137  | 125  | 138  | 138  | 142  | 128  | 139  | 129  | 98   | 137  | 119  | 118  | 122  | 119  | 115  | 100  | 110  |

## Statistieken
- Bijgewerkt tot en met het EK-kwalificatieduel tegen  Griekenland (0-5) op 21 maart 2024. In onderstaand overzicht zijn alleen de A-interlands meegeteld.

### Afrika
| Tegenstander | Wed. | W | G | V | DV | DT | DS |
| ------------ | ---- | - | - | - | -- | -- | -- |
| Burkina Faso | 1    | 0 | 1 | 0 | 0  | 0  | 0  |
| Libië        | 1    | 1 | 0 | 0 | 1  | 0  | +1 |

### Azië
| Tegenstander                 | Wed. | W | G | V | DV | DT | DS  |
| ---------------------------- | ---- | - | - | - | -- | -- | --- |
| Bahrein                      | 2    | 2 | 0 | 0 | 3  | 0  | +3  |
| China                        | 3    | 1 | 0 | 2 | 2  | 5  | –3  |
| Irak                         | 4    | 2 | 2 | 0 | 7  | 4  | +3  |
| Iran                         | 2    | 0 | 0 | 2 | 1  | 5  | –4  |
| Japan                        | 3    | 0 | 1 | 2 | 2  | 10 | –8  |
| Jordanië                     | 2    | 1 | 0 | 1 | 1  | 2  | –1  |
| Koeweit                      | 1    | 0 | 1 | 0 | 0  | 0  | 0   |
| Kirgizië                     | 8    | 5 | 2 | 1 | 18 | 6  | +12 |
| Laos                         | 1    | 1 | 0 | 0 | 5  | 0  | +5  |
| Libanon                      | 2    | 0 | 0 | 2 | 1  | 5  | –4  |
| Macau                        | 2    | 2 | 0 | 0 | 8  | 0  | +8  |
| Nepal                        | 2    | 2 | 0 | 0 | 10 | 0  | +10 |
| Oezbekistan                  | 7    | 1 | 3 | 3 | 4  | 10 | –6  |
| Oman                         | 1    | 1 | 0 | 0 | 3  | 1  | +2  |
| Pakistan                     | 3    | 3 | 0 | 0 | 14 | 0  | +14 |
| Palestina                    | 2    | 2 | 0 | 0 | 5  | 2  | +3  |
| Qatar                        | 4    | 2 | 0 | 2 | 4  | 6  | –2  |
| Saoedi-Arabië                | 2    | 0 | 0 | 2 | 0  | 4  | –4  |
| Singapore                    | 1    | 0 | 1 | 0 | 0  | 0  | 0   |
| Syrië                        | 4    | 0 | 1 | 3 | 1  | 8  | –7  |
| Tadzjikistan                 | 5    | 4 | 1 | 0 | 9  | 3  | +6  |
| Thailand                     | 4    | 0 | 2 | 2 | 3  | 5  | –2  |
| Turkmenistan                 | 3    | 1 | 2 | 0 | 2  | 1  | +1  |
| Verenigde Arabische Emiraten | 4    | 1 | 0 | 3 | 6  | 11 | –5  |
| Vietnam                      | 1    | 0 | 0 | 1 | 1  | 2  | –1  |
| Zuid-Korea                   | 2    | 0 | 1 | 1 | 1  | 4  | –3  |

### Europa
| Tegenstander          | Wed. | W | G | V | DV | DT | DS  |
| --------------------- | ---- | - | - | - | -- | -- | --- |
| Albanië               | 4    | 0 | 1 | 3 | 2  | 6  | –4  |
| Andorra               | 4    | 1 | 1 | 0 | 11 | 2  | +9  |
| Armenië               | 7    | 1 | 2 | 4 | 5  | 11 | –6  |
| Azerbeidzjan          | 13   | 6 | 4 | 3 | 17 | 15 | +2  |
| België                | 6    | 0 | 2 | 4 | 3  | 13 | –10 |
| Bosnië en Herzegovina | 2    | 0 | 1 | 1 | 2  | 4  | –2  |
| Bulgarije             | 2    | 0 | 0 | 2 | 2  | 4  | –2  |
| Cyprus                | 4    | 0 | 1 | 3 | 4  | 8  | –4  |
| Denemarken            | 6    | 1 | 0 | 5 | 7  | 17 | –10 |
| Duitsland             | 4    | 0 | 0 | 4 | 1  | 14 | –13 |
| Engeland              | 2    | 0 | 0 | 2 | 1  | 9  | –8  |
| Estland               | 3    | 1 | 2 | 0 | 3  | 1  | +2  |
| Faeröer               | 4    | 1 | 1 | 2 | 6  | 7  | –1  |
| Finland               | 7    | 1 | 1 | 5 | 3  | 9  | –6  |
| Frankrijk             | 2    | 0 | 0 | 2 | 0  | 10 | –10 |
| Georgië               | 6    | 1 | 2 | 3 | 4  | 7  | -3  |
| Griekenland           | 4    | 0 | 0 | 4 | 2  | 12 | –10 |
| Hongarije             | 2    | 1 | 0 | 1 | 3  | 5  | –2  |
| IJsland               | 2    | 0 | 1 | 1 | 0  | 3  | –3  |
| Ierland               | 2    | 0 | 0 | 2 | 2  | 5  | –3  |
| Kroatië               | 2    | 0 | 0 | 2 | 1  | 5  | –4  |
| Letland               | 7    | 1 | 4 | 2 | 5  | 7  | –2  |
| Litouwen              | 3    | 1 | 1 | 1 | 4  | 3  | +1  |
| Malta                 | 1    | 0 | 1 | 0 | 2  | 2  | 0   |
| Moldavië              | 7    | 3 | 1 | 3 | 7  | 6  | +1  |
| Montenegro            | 4    | 0 | 1 | 3 | 0  | 11 | –11 |
| Nederland             | 2    | 0 | 0 | 2 | 2  | 5  | –3  |
| Noord-Ierland         | 2    | 2 | 0 | 0 | 2  | 0  | +2  |
| Noord-Macedonië       | 1    | 0 | 0 | 1 | 0  | 4  | –4  |
| Oekraïne              | 6    | 0 | 2 | 4 | 6  | 12 | –6  |
| Oostenrijk            | 4    | 0 | 2 | 2 | 0  | 6  | –6  |
| Polen                 | 5    | 0 | 1 | 4 | 3  | 12 | –9  |
| Portugal              | 3    | 0 | 0 | 3 | 1  | 6  | –5  |
| Roemenië              | 2    | 0 | 1 | 1 | 1  | 3  | –2  |
| Rusland               | 4    | 0 | 1 | 3 | 0  | 11 | –11 |
| San Marino            | 4    | 4 | 0 | 0 | 13 | 2  | +11 |
| Schotland             | 2    | 1 | 0 | 1 | 4  | 3  | +1  |
| Servië                | 2    | 1 | 0 | 1 | 2  | 2  | 0   |
| Slovenië              | 2    | 0 | 0 | 2 | 2  | 4  | –2  |
| Slowakije             | 2    | 2 | 0 | 0 | 3  | 1  | +2  |
| Tsjechië              | 2    | 0 | 0 | 2 | 3  | 6  | –3  |
| Turkije               | 6    | 0 | 0 | 6 | 2  | 19 | –17 |
| Wit-Rusland           | 7    | 1 | 2 | 4 | 6  | 16 | –10 |
| Zweden                | 2    | 0 | 0 | 2 | 0  | 3  | –3  |

 Albanië ·  Andorra ·  Armenië ·  Azerbeidzjan ·  België ·  Bosnië en Herzegovina ·  Bulgarije ·  Cyprus ·  Denemarken ·  Duitsland ·  Engeland ·  Estland ·  Faeröer ·  Finland ·  Frankrijk ·  Georgië ·  Gibraltar ·  Griekenland ·  Hongarije ·  Ierland ·  IJsland ·  Israël ·  Italië ·  Kazachstan ·  Kosovo ·  Kroatië ·  Letland ·  Liechtenstein ·  Litouwen ·  Luxemburg ·  Malta ·  Moldavië ·  Montenegro ·  Nederland ·  Noord-Ierland ·  Noord-Macedonië ·  Noorwegen ·  Oekraïne ·  Oostenrijk ·  Polen ·  Portugal ·  Roemenië ·  Rusland ·  San Marino ·  Schotland ·  Servië ·  Slovenië ·  Slowakije ·  Spanje ·  Tsjechië ·  Turkije ·  Wales ·  Wit-Rusland ·  Zweden ·  Zwitserland
 Bohemen ·  Bohemen en Moravië ·  Duitse Democratische Republiek ·  Ierland ·  Joegoslavië ·  Servië en Montenegro ·  Tsjecho-Slowakije ·  GOS ·  Saarland ·  Sovjet-Unie
KFF · A-internationals · Bondscoaches · Statistieken · Kazachs vrouwenelftal · Olympisch elftal · Kazachstan U21 · Kazachstan U20 · Kazachstan U19 · Kazachstan U18 · Kazachstan U17
1992 – 1999 · 2000 – 2009 · 2010 – 2019 · 2020 – 2029
1992 · 1993 · 1994 · 1995 · 1996 · 1997 · 1998 · 1999 · 2000 · 2001 · 2002 · 2003 · 2004 · 2005 · 2006 · 2007 · 2008 · 2009 · 2010 · 2011 · 2012 · 2013 · 2014 · 2015 · 2016 · 2017 · 2018 · 2019 · 2020 · 2021 · 2022 · 2023 ·
2024 · 2025
Albanië ·
Andorra ·
Armenië ·
Azerbeidzjan ·
Bahrein ·
België ·
Bosnië en Herzegovina ·
Bulgarije ·
Burkina Faso ·
China ·
Curaçao ·
Cyprus ·
Denemarken ·
Duitsland ·
Engeland ·
Estland ·
Faeröer ·
Finland ·
Frankrijk ·
Georgië ·
Griekenland ·
Hongarije · 
Ierland ·
IJsland ·
Irak ·
Iran ·
Japan ·
Jordanië ·
Kirgizië ·
Koeweit ·
Kroatië ·
Laos ·
Letland ·
Libanon ·
Libië ·
Liechtenstein ·
Litouwen ·
Litouwen ·
Luxemburg ·
Malta ·
Moldavië ·
Montenegro ·
Nederland ·
Nepal ·
Noord-Ierland ·
Noord-Korea ·
Noord-Macedonië ·
Noorwegen ·
Oekraïne ·
Oezbekistan ·
Oman ·
Oostenrijk ·
Pakistan ·
Palestina ·
Polen ·
Portugal ·
Qatar ·
Roemenië ·  
Rusland ·
San Marino ·
Saoedi-Arabië ·
Schotland ·
Servië ·
Singapore ·
Slovenië ·
Slowakije ·
Syrië ·
Tadzjikistan ·
Thailand ·
Tsjechië ·
Turkmenistan ·
Turkije ·
Verenigde Arabische Emiraten ·
Vietnam ·
Wales ·
Wit-Rusland ·
Zuid-Korea ·
Zweden